# Gable Garenamotse
Gable Garenamotse (né le 28 février 1977 à Gumare) est un athlète du Botswana, spécialiste du saut en longueur. Il mesure 1,83 m pour 75 kg. Son club est le LAZ Leipzig (GER).

## Biographie

### Palmarès
| Date | Compétition                    | Lieu         | Résultat | Épreuve          | Performance |
| ---- | ------------------------------ | ------------ | -------- | ---------------- | ----------- |
| 1998 | Jeux du Commonwealth           | Kuala Lumpur | 6e       | Triple saut      | 16,05 m     |
| 2001 | Universiade                    | Pékin        | 3e       | Saut en longueur | 7,99 m      |
| 2002 | Jeux du Commonwealth           | Manchester   | 2e       | Saut en longueur | 7,91 m      |
| 2002 | Championnats d'Afrique         | Radès        | 8e       | Saut en longueur | 7,80 m      |
| 2006 | Jeux du Commonwealth           | Melbourne    | 2e       | Saut en longueur | 8,17 m      |
| 2007 | Jeux africains                 | Alger        | 1er      | Saut en longueur | 8,08 m      |
| 2008 | Championnats du monde en salle | Valence      | 4e       | Saut en longueur | 7,93 m      |
| 2008 | Jeux olympiques                | Pékin        | 9e       | Saut en longueur | 7,85 m      |
| 2009 | Championnats du monde          | Berlin       | 7e       | Saut en longueur | 8,06 m      |

### Records
| Épreuve          | Épreuve      | Performance | Lieu    | Date           |
| ---------------- | ------------ | ----------- | ------- | -------------- |
| Saut en longueur | En plein air | 8,27 m      | Rhede   | 19 août 2006   |
| Saut en longueur | En salle     | 8,01 m      | Cardiff | 3 février 2002 |